# Manuel Vega y March

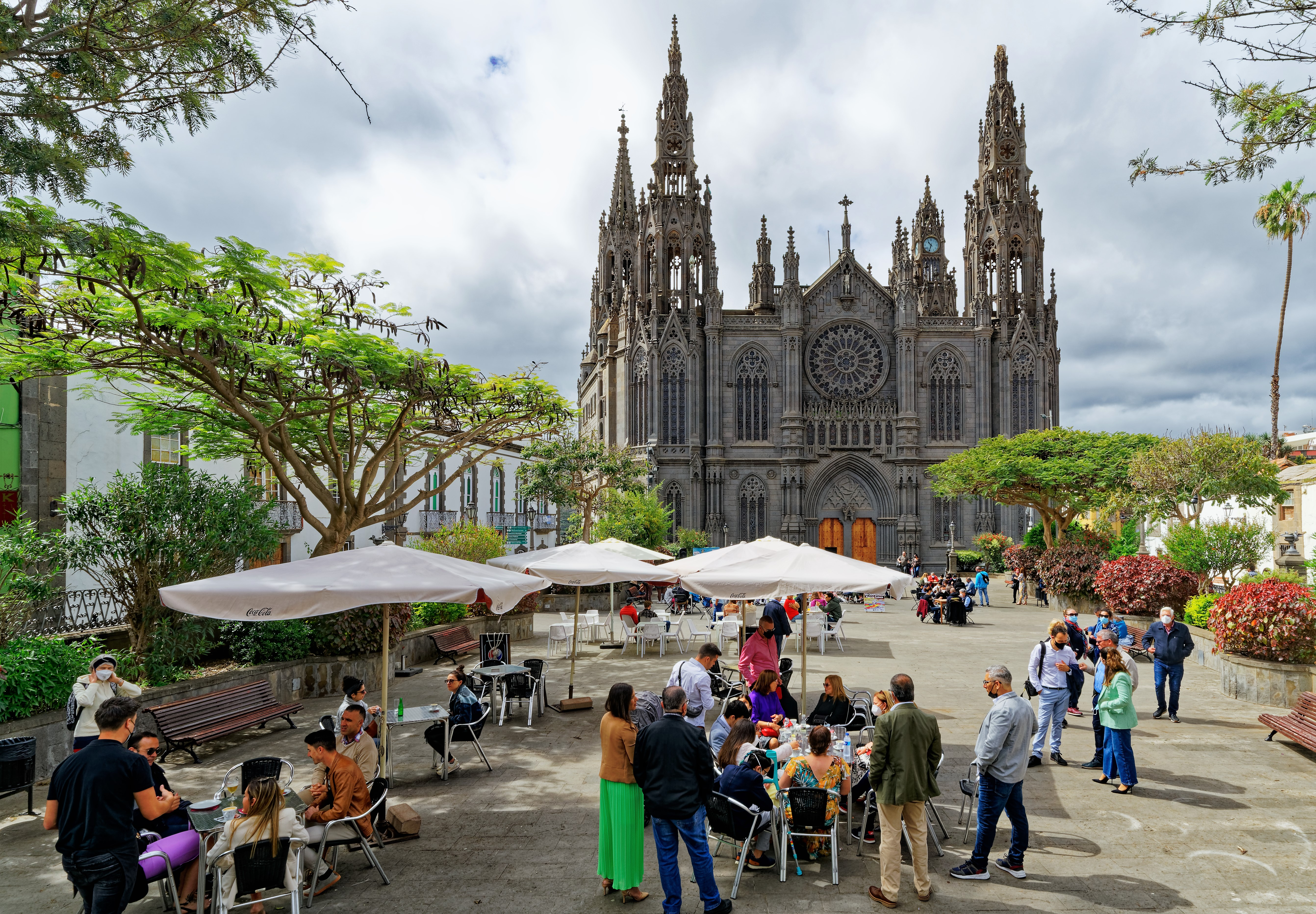
Iglesia de Arucas. Diseño del arquitecto Vega i March.

Manuel Vega y March (Granollers, 1871-Barcelona, 1931) fue un arquitecto español.

## Biografía
Se tituló en 1892. Fue autor del Colegio de Huérfanos Pobres de San Julián de Vilatorta (1904), la iglesia neogótica de San Juan de Arucas en Gran Canaria (1908), un proyecto de urbanización de Montjuïc para la Exposición Internacional de 1929 (con Lluís Domènech i Montaner) y un proyecto no ejecutado para la plaza de Cataluña de Barcelona (1922). Entre su producción destacan las casas Pich i Pon (1914-1915), en la avenida de la República Argentina 242-246 y calle Gomis 47-49 de Barcelona, un conjunto de cuatro fincas de un estilo modernista tardío.
Fue académico de la Real Academia Catalana de Bellas Artes de San Jorge (1913) y director de la Escuela de Bellas Artes de Barcelona (1920-1931). Fue el primer presidente del Fomento de las Artes Decorativas (FAD), entre 1903 y 1905. Fundó y dirigió la revista Arquitectura y Construcción (1889-1923), y fue autor de Las enseñanzas industriales en España (1903) y Mientras se alza el edificio, la reforma de Barcelona (1907).

## Reconocimientos
Calle a su nombre "Arquitecto Vega March" en el municipio de Arucas (Gran Canaria), donde diseñó la iglesia de San Juan Bautista.grafcan